# Rupert Kornmann

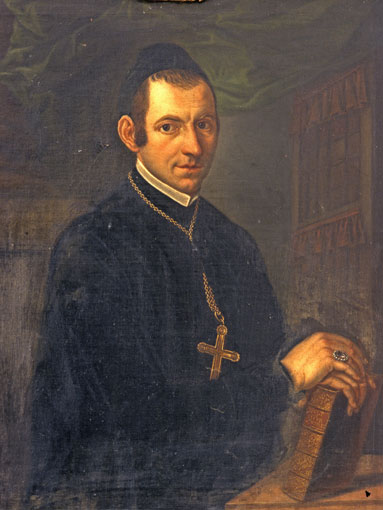
Rupert Kornmann

Rupert Kornmann OSB (* 22. September 1757 in Ingolstadt; † 23. September 1817 in Kumpfmühl bei Regensburg) war Mathematiker, Philosoph, Theologe und letzter Abt des Benediktinerklosters Prüfening bei Regensburg.

## Leben
Das Gymnasium und das Studium der Philosophie absolvierte Rupert Kornmann bei den Jesuiten in Amberg, wohin die Familie bald nach seiner Geburt umgezogen war, nachdem sein Vater hier die Ämter eines militärischen Bau- und Ökonomieverwalters und eines kurfürstlichen Kammersekretärs erhalten hatte. Obwohl er mit Fürstabt Frobenius Forster vom Kloster Sankt Emmeram in Regensburg verwandt war und schon mehrmals in dieser bedeutenden Benediktinerabtei seine Herbstferien verbracht hatte, bat er 1776 um Aufnahme in das beschauliche, außerhalb der Stadt gelegene Benediktinerkloster Prüfening. Nach der Profess studierte er Theologie im Hausstudium des Klosters und wurde 1780 zum Priester geweiht. 1782 schickte ihn Abt Martin Pronath für drei Jahre zum Studium der Mathematik, der Rechtswissenschaften und der orientalischen Sprachen an die Universität Salzburg. Ins Kloster Prüfening zurückgekehrt, lehrte er im Hausstudium des Klosters Philosophie, Mathematik und Physik. Ein von ihm in dieser Zeit entworfener Plan zur Gründung einer literarisch-künstlerischen Vereinigung der bayerischen Benediktinerklöster kam nicht zur Ausführung.
1790 wurde er schließlich von den Mönchen der Abtei Prüfening zum Nachfolger des verstorbenen Abtes Martin Pronath gewählt. Als Abt setzte er die bereits von seinem Vorgänger intensivierte Förderung der wissenschaftlichen Ausbildung und Tätigkeit im Kloster fort. Zugleich bemühte er sich um eine konsequente Erneuerung des religiösen Lebens und der klösterlichen Disziplin. 1793 wurde er als Mitglied in die Bayerische Akademie der Wissenschaften aufgenommen und 1794 zum außerordentlichen Visitator der Bayerischen Benediktinerkongregation bestellt. Als Deputierter des Prälatenstandes kämpfte er angesichts der drohenden Säkularisation für den Erhalt der bayerischen Abteien.
Als 1803 im Zuge der Säkularisation in Bayern auch Kloster Prüfening aufgelöst wurde, bezog er seine Wohnung in der zwischen Regensburg und Prüfening gelegenen Ortschaft Kumpfmühl (heute ebenso wie Prüfening selbst ein Stadtteil von Regensburg). In den folgenden Jahren engagierte er sich als Literat für die Erneuerung des religiösen und kirchlichen Lebens in Bayern.

## Werke
Rupert Kornmann hat ein umfangreiches literarisches Werk hinterlassen, zu dem neben theologischen, philosophischen und naturwissenschaftlichen Traktaten auch Theaterstücke und Singspiele gehören, von denen einige durch Benno Grueber aus dem Kloster Weltenburg vertont wurden. Im Folgenden können nur die wichtigsten Schriften genannt werden. 
- mit Beda Eichenseer, Leonhard Valentin und Georg Wisnet: Sätze aus dem Rechte der Natur, der Mathematik und der Naturlehre, Regensburg 1787.
- Die zwey Schullehrer in einem Dorfe, oder die entgegengesetzte Erziehung. Ein sittliches Gemälde in drey Aufzügen, Stadtamhof 1804 (erstmals 1790).
- Die Sibylle der Zeit aus der Vorzeit oder politische Grundsätze durch die Geschichte bewähret. Nebst einer Abhandlung über die politische Divination, 3 Bände, Regensburg 1810–1814.
- Die guten Unterthanen. Ein ländliches Sittengemälde mit Gesang in 5 Aufzügen, 1812.
- Die Sibylle der Religion aus der Welt- und Menschengeschichte, München 1813.
- Nachträge zu den beyden Sibyllen der Zeit und der Religion, Regensburg 1818.